# Thiasophila inquilina
Thiasophila inquilina är en skalbaggsart som först beskrevs av Johann Christian Friedrich Märkel 1842.  Thiasophila inquilina ingår i släktet Thiasophila, och familjen kortvingar. Enligt den finländska rödlistan är arten nära hotad i Finland. Enligt den svenska rödlistan är arten nära hotad i Sverige. Arten förekommer i Götaland, Öland och Svealand. Artens livsmiljö är moskogar.